# سيسيل كرولي
سيسيل كرولي (بالإنجليزية: Cecil Crowley)‏ هو مدرب كرة سلة أمريكي، ولد في 31 أغسطس 1908، وتوفي في 31 يوليو 1991.